# Giải bóng đá bán chuyên quốc gia Hàn Quốc
Giải bóng đá bán chuyên quốc gia là một giải đấu bóng đá cũ dành cho các đội bóng doanh nghiệp, ngân hàng và quân sự ở Hàn Quốc được tổ chức từ 1964 tới 2002. Đây là tiền thân của Giải Quốc gia Hàn Quốc được ra đời năm 2003.

## Lịch sử

### Trước 1963
Sau khi được Hải quân Anh giới thiệu bóng đá vào cuối thế kỷ 19, bóng đá đã gây được một tiếng vang lớn ở Triều Tiên, từ đó nhiều câu lạc bộ bóng đá và các đội bóng của trường học được thành lập vào những năm 1910. Có rất nhiều các câu lạc bộ của các doanh nghiệp đặc biệt là ở Seoul và Pyongyang, hai thành phố lớn nhất ở Triều Tiên. Hạng đấu của các doanh nghiệp được hình thành Giải bóng đá toàn Triều Tiên tại Pyongyang năm 1930, và Giải bóng đá bán chuyên Seoul được ra đời năm 1939, nhưng sau đó cả hai phải dừng lại do chính sách của chính quyền Nhật Bản trong Thế chiến II. Giải bóng đá bán chuyên Seoul được khởi tranh trở lại năm 1949, nhưng sau đó dừng do Chiến tranh Triều Tiên.

### 1964~1982
Giải bóng đá bán chuyên quốc gia được ra đời năm 1964, là là hạng đấu duy nhất của Hàn Quốc cho tới năm 1982. Giải được tổ chức hai lần một năm giải mùa xuân và giải mùa thu trừ các năm 1982, 1983 và 1984 khi tổ chức một giải duy nhất. Các trận đấu phần lớn được diễn ra tạ Seoul do hầu hết các doanh nghiệp đều có trụ sở tại đây.

### 1983~2002
Giải bóng đá chuyên nghiệp Hàn Quốc ra đời năm 1983 khiến cho Korea Football League trở thành giải hạng 2 (nhưng không có lên hay xuống hạng). Điều này diễn ra cho tới năm 2002 trước khi Korea National League chính thức ra đời năm 2003.

## Kết quả
Dưới đây là kết quả của giải bóng đá bán chuyên Hàn Quốc.
| Năm  | Mùa         | Vô địch                                                                                           | Á quân                                                                                            | Ghi chú                                          |
| ---- | ----------- | ------------------------------------------------------------------------------------------------- | ------------------------------------------------------------------------------------------------- | ------------------------------------------------ |
| 1964 | Xuân        | Công ty Dệt may Keumseong, Công nghiệp Cheil chia sẻ danh hiệu                                    | Công ty Dệt may Keumseong, Công nghiệp Cheil chia sẻ danh hiệu                                    |                                                  |
| 1964 | Thu         | Công ty Dệt may Keumseong                                                                         | Công ty Wolfram Hàn Quốc                                                                          |                                                  |
| 1965 | Xuân        | Công ty Dệt may Keumseong, Công ty Wolfram Hàn Quốc, Tập đoàn Điện lực Hàn Quốc chia sẻ danh hiệu | Công ty Dệt may Keumseong, Công ty Wolfram Hàn Quốc, Tập đoàn Điện lực Hàn Quốc chia sẻ danh hiệu |                                                  |
| 1965 | Thu         | Công ty Wolfram Hàn Quốc                                                                          | Tập đoàn Than Hàn Quốc                                                                            |                                                  |
| 1966 | Xuân        | Sở Cảnh sát Seoul                                                                                 | Tập đoàn Điện lực Hàn Quốc                                                                        |                                                  |
| 1966 | Thu         | Công ty Wolfram Hàn Quốc, Sở Cảnh sát Quốc gia chia sẻ danh hiệu                                  | Công ty Wolfram Hàn Quốc, Sở Cảnh sát Quốc gia chia sẻ danh hiệu                                  |                                                  |
| 1967 | Xuân        | Sở Cảnh sát Quốc gia                                                                              | Xi măng Ssangyong                                                                                 |                                                  |
| 1967 | Thu         | Tập đoàn Điện lực Hàn Quốc                                                                        | Công nghiệp Cheil                                                                                 |                                                  |
| 1968 | Xuân        | Công ty Wolfram Hàn Quốc                                                                          | Tập đoàn Điện lực Hàn Quốc                                                                        |                                                  |
| 1968 | Thu         | Công nghiệp Cheil, Hậu cần Quân đội chia sẻ danh hiệu                                             | Công nghiệp Cheil, Hậu cần Quân đội chia sẻ danh hiệu                                             |                                                  |
| 1969 | Giai đoạn 1 | Tập đoàn Điện lực Hàn Quốc                                                                        | Công ty Wolfram Hàn Quốc                                                                          |                                                  |
| 1969 | Giai đoạn 2 | ?                                                                                                 | ?                                                                                                 |                                                  |
| 1970 | Xuân        | Công nghiệp Cheil                                                                                 | Công ty Wolfram Hàn Quốc                                                                          |                                                  |
| 1970 | Thu         | Ngân hàng Chohung                                                                                 | Korea Trust Bank FC                                                                               |                                                  |
| 1971 | Xuân        | Korea Trust Bank FC                                                                               | Ngân hàng Ngoại hối Hàn Quốc Korea Housing & Commercial Bank FC đồng á quân                       |                                                  |
| 1971 | Thu         | Thủy quân lục chiến                                                                               | Korea Trust Bank FC Ngân hàng Chohung đồng á quân                                                 |                                                  |
| 1972 | Xuân        | Korea Housing & Commercial Bank FC                                                                | Thủy quân lục chiến                                                                               |                                                  |
| 1972 | Thu         | Korea Housing & Commercial Bank FC                                                                | Thủy quân lục chiến                                                                               |                                                  |
| 1973 | Xuân        | Thủy quân lục chiến                                                                               | Ngân hàng Kookmin                                                                                 |                                                  |
| 1973 | Thu         | Korea Trust Bank FC                                                                               | Quân đội                                                                                          |                                                  |
| 1974 | Xuân        | Ngân hàng Chohung                                                                                 | Quân đội                                                                                          |                                                  |
| 1974 | Thu         | Ngân hàng Thương mại Hàn Quốc, Quân đội chia sẻ danh hiệu                                         | Ngân hàng Thương mại Hàn Quốc, Quân đội chia sẻ danh hiệu                                         |                                                  |
| 1975 | Xuân        | POSCO FC                                                                                          | Quân đội                                                                                          |                                                  |
| 1975 | Thu         | Ngân hàng Công nghiệp Hàn Quốc                                                                    | Công ty Bảo hiểm Ô tô Hàn Quốc                                                                    |                                                  |
| 1976 | Xuân        | Ngân hàng Ngoại hối Hàn Quốc, Korea Trust Bank FC chia sẻ danh hiệu                               | Ngân hàng Ngoại hối Hàn Quốc, Korea Trust Bank FC chia sẻ danh hiệu                               |                                                  |
| 1976 | Thu         | Ngừng                                                                                             | Ngừng                                                                                             |                                                  |
| 1977 | Đơn         | Quân đội                                                                                          | POSCO FC                                                                                          |                                                  |
| 1978 | Xuân        | Seoul City FC, Hải quân chia sẻ danh hiệu                                                         | Seoul City FC, Hải quân chia sẻ danh hiệu                                                         |                                                  |
| 1978 | Thu         | Công ty Bảo hiểm Ô tô Hàn Quốc                                                                    | Seoul City FC                                                                                     |                                                  |
| 1979 | Xuân        | Ngân hàng Công nghiệp Hàn Quốc                                                                    | Quân đội Chungeui                                                                                 |                                                  |
| 1979 | Thu         | Ngừng                                                                                             | Ngừng                                                                                             |                                                  |
| 1980 | Xuân        | Seoul City FC, Quân đội Chungeui chia sẻ danh hiệu                                                | Seoul City FC, Quân đội Chungeui chia sẻ danh hiệu                                                |                                                  |
| 1980 | Thu         | Công ty Bảo hiểm Ô tô Hàn Quốc, Không quân Seongmu chia sẻ danh hiệu                              | Công ty Bảo hiểm Ô tô Hàn Quốc, Không quân Seongmu chia sẻ danh hiệu                              |                                                  |
| 1981 | Xuân        | Daewoo FC                                                                                         | Hải quân Haeryong                                                                                 |                                                  |
| 1981 | Thu         | POSCO                                                                                             | Quân đội Chungeui                                                                                 |                                                  |
| 1982 | Đơn         | POSCO FC                                                                                          | Ngân hàng Kookmin                                                                                 | Korean League                                    |
| 1983 | Đơn         | Ngân hàng Hanil                                                                                   | Ungbi FC                                                                                          | Korean League Hạng 1                             |
| 1984 | Đơn         | Sangmu FC                                                                                         | Korea Housing & Commercial Bank FC                                                                | Korean League                                    |
| 1985 | Xuân        | Ngân hàng Công nghiệp Hàn Quốc                                                                    | Ngân hàng Kookmin                                                                                 |                                                  |
| 1985 | Thu         | Seoul City FC                                                                                     | Seoul Trust Bank                                                                                  |                                                  |
| 1986 | Xuân        | Korea Housing & Commercial Bank FC                                                                | Hyundai (bán chuyên)                                                                              |                                                  |
| 1986 | Thu         | POSCO FC (bán chuyên)                                                                             | Hallelujah FC                                                                                     |                                                  |
| 1987 | Xuân        | Ngân hàng Hanil                                                                                   | Hallelujah FC                                                                                     |                                                  |
| 1987 | Thu         | Ngân hàng Kookmin                                                                                 | Sangmu FC                                                                                         |                                                  |
| 1988 | Xuân        | Seoul City FC                                                                                     | Ngân hàng Công nghiệp Hàn Quốc                                                                    |                                                  |
| 1988 | Thu         | POSCO FC (bán chuyên)                                                                             | Ngân hàng Thương mại Hàn Quốc                                                                     | diễn ra vào tháng Năm do Thế vận hội Mùa hè 1988 |
| 1989 | Giai đoạn 1 | Ngân hàng Công nghiệp Hàn Quốc                                                                    | POSCO FC (bán chuyên)                                                                             | Cheongyong League                                |
| 1989 | Giai đoạn 2 | Seoul City FC                                                                                     | Korea First Bank FC                                                                               | Hwarang League                                   |
| 1990 | Xuân        | Ngân hàng Công nghiệp Hàn Quốc                                                                    | Korea Housing & Commercial Bank FC                                                                |                                                  |
| 1990 | Thu         | Ngân hàng Công nghiệp Hàn Quốc, Hallelujah FC chia sẻ danh hiệu                                   | Ngân hàng Công nghiệp Hàn Quốc, Hallelujah FC chia sẻ danh hiệu                                   |                                                  |
| 1991 | Xuân        | Ngân hàng Công nghiệp Hàn Quốc                                                                    | Hallelujah FC                                                                                     |                                                  |
| 1991 | Thu         | Sangmu FC                                                                                         | Ngân hàng Kookmin                                                                                 |                                                  |
| 1992 | Xuân        | Sangmu FC                                                                                         | Hallelujah FC                                                                                     |                                                  |
| 1992 | Thu         | Ngân hàng Công nghiệp Hàn Quốc                                                                    | Tập đoàn Điện lực Hàn Quốc                                                                        |                                                  |
| 1993 | Xuân        | Hallelujah FC                                                                                     | Sangmu FC                                                                                         |                                                  |
| 1993 | Thu         | Tập đoàn Điện lực Hàn Quốc                                                                        | Hallelujah FC                                                                                     |                                                  |
| 1994 | Xuân        | Sangmu FC                                                                                         | Ngân hàng Công nghiệp Hàn Quốc                                                                    |                                                  |
| 1994 | Thu         | Ngân hàng Công nghiệp Hàn Quốc                                                                    | Korea Housing & Commercial Bank FC                                                                |                                                  |
| 1995 | Xuân        | E-Land Puma FC                                                                                    | Hallelujah FC                                                                                     |                                                  |
| 1995 | Thu         | Ngân hàng Công nghiệp Hàn Quốc                                                                    | Korail FC                                                                                         |                                                  |
| 1996 | Xuân        | E-Land Puma FC                                                                                    | Ngân hàng Kookmin                                                                                 |                                                  |
| 1996 | Thu         | Sangmu FC                                                                                         | Tập đoàn Điện lực Hàn Quốc                                                                        |                                                  |
| 1997 | Xuân        | Ngân hàng Công nghiệp Hàn Quốc                                                                    | E-Land Puma FC                                                                                    |                                                  |
| 1997 | Thu         | Sangmu FC                                                                                         | Hanil Life Insurance FC                                                                           |                                                  |
| 1998 | Xuân        | Korea Housing & Commercial Bank FC                                                                | Hanil Life Insurance FC                                                                           |                                                  |
| 1998 | Thu         | Sangmu FC                                                                                         | Cảnh sát                                                                                          |                                                  |
| 1999 | Xuân        | Hyundai Mipo Dockyard FC                                                                          | Sangmu FC                                                                                         |                                                  |
| 1999 | Thu         | Sangmu FC                                                                                         | Korail FC                                                                                         |                                                  |
| 2000 | Xuân        | Korail FC                                                                                         | Sangmu FC                                                                                         | Hyundai Moter K2-League                          |
| 2000 | Thu         | Hyundai Mipo Dockyard FC                                                                          | Gangneung City FC                                                                                 |                                                  |
| 2001 | Xuân        | Ngân hàng Kookmin                                                                                 | Cảnh sát                                                                                          |                                                  |
| 2001 | Thu         | Hyundai Mipo Dockyard FC                                                                          | Cảnh sát                                                                                          |                                                  |
| 2002 | Xuân        | Sangmu FC                                                                                         | Hyundai Mipo Dockyard FC                                                                          |                                                  |
| 2002 | Thu         | Cảnh sát                                                                                          | Gangneung City FC                                                                                 |                                                  |